# Conura enocki
Conura enocki är en stekelart som först beskrevs av William Harris Ashmead 1904.  Conura enocki ingår i släktet Conura och familjen bredlårsteklar. Inga underarter finns listade i Catalogue of Life.